# باربرا كوهن
باربرا كوهن (بالإنجليزية: Barbara Cohn)‏، هي عالمة أوبئة أمريكية ومديرة دراسات صحة وتنمية الطفل، وهو برنامج تابع لمؤسسة الصحة العامة في أوكلاند، كاليفورنيا وقد اشتهرت بعملها في مجال صحة وتنمية الطفل.

## التعليم
قد حصلت كوهن علي درجة البكالريوس في مجال علم الحيوان من جامعة كاليفورنيا، في بيركلي، بعد أن انتقلت إليها من جامعة مشيجان
ولقد إستقرت في جامعة كاليفورنيا ببيركلي لتكمل الماجستير بالصحة العامة وماجستير التخطيط المدني والإقليمي في عام 1975، ثم استمرت لتحصل علي درجة الدكتوراة في علم الأوبئة في عام 1984

## الأبحاث
أصبحت كوهن شريكة في إدارة دراسات صحة ونمو الطفل في مؤسسة الصحة العامة عام 1997، ثم أصبحت المديرة في عام 2001
وقد تأسست دراسات صحة ونمو الطفل علي أساس الالتزام بالبحث وفهم كيفية انتقال الصحة والأمراض من جيل إلي آخر، مع الأخذ في الاعتبار العوامل البيولوجية والبيئية والاجتماعية.
تحافظ كوهن علي برنامج بحثي فعال يركز علي كيفية تأثير المواد الكيميائية البيئية علي الصحة الإنجابية، وكيفية تأثير تعرض الرحم لمواد كيميائية معينة علي خطر إصابة الطفل بالأمراض، وكيف أن الحمل يحمي من تطور سرطان الثدي.
قد وجدت مجموعتها أن التعرض لثنائي كلورو ديفينيل ثلاثي كلور الايثان –وهو مبيد حشري والذي أصبح سيء السمعة بسبب آثاره البيئية السلبية بعد كتاب راشيل كارسون «الخريف الصامت» والذي صدر عام 1962- والذي يتسبب في زيادة خطر سرطان الثدي، وقد تم منع استخدام هذه المادة الكيميائية في الولايات المتحدة عام 1972 وبعدها تم منع استخدامه في العديد من الدول بسبب مخاوف صحية موثقة. ومع ذلك، وجدت الدراسة منذ أكثر من خمسين عاما أن النساء الذين يتعرضن  لثنائي كلورو ديفينيل ثلاثي كلور الايثان لديهن زيادة في احتمالية الإصابة بسرطان الثدي أكثر من النساء اللاتي أُصبن بدرجات أقل وقد تركزت الدراسة علي تقييم احتمالية الإصابة بسرطان الثدي بين جماعة مكونة من 9300 امرأة قد ولدن في الولايات المتحدة  ما بين عام 1959 وعام 1967، وهي الفترة التي انتشر فيها استخدام ثنائي كلورو ديفينيل ثلاثي كلور الايثان في الدولة. كما قادت كوهن الفريق الذي كشف عن العديد من مضاعفات الحمل التي يمكن أن تزيد من خطر الموت علي المدى الطويل من أمراض القلب والأوعية الدموية،  في حين أن دراسات سابقة قد قامت بالربط بين مضاعفات مختلفة لمخاطر أمراض القلب والأوعية الدموية اللاحقة.
كان هذا العمل فريداً من نوعه في أن كوهن قد قامت -مع شريكها الباحث بييرا سيريلو- بفحص كيفية أن مضاعات الحمل المختلفة هذه يمكن أن تتحد في تركيبات مختلفة لتعدل هذا الخطر وقد قاموا باستخدام بيانات تم تجميعها من دراسات صحة ونمو الطفل في أكثر من خمسة عقود.